# Berygtet
Berygtet (original titel: Notorius) er en amerikansk thriller-film fra 1946 instrueret af Alfred Hitchcock, med Cary Grant og Ingrid Bergman i hovedrollerne. Den blev nomineret til to Oscars i 1947. Filmen var blandt Roger Eberts 10 favoritfilm.[kilde mangler]

## Medvirkende
- Cary Grant som T.R. Devlin
- Ingrid Bergman som Alicia Huberman
- Claude Rains som Alexander Sebastian
- Leopoldine Konstantin som Madame Anna Sebastian
- Louis Calhern som Kaptajn Paul Prescott
- Moroni Olsen som Walter Beardsley
- Ricardo Costa som Dr. Julio Barbosa
- Reinhold Schünzel som Dr. Anderson
- Ivan Triesault som Eric Mathis
- Eberhard Krumschmidt som Emil Hupka
- Alexis Minotis (skrevet "Alex") som Joseph
- Wally Brown som Mr. Hopkins
- Sir Charles Mendl som Commodore
- Fay Baker som Ethel
- Alfred Hitchcock i en kort cameo